# Сан-Жозе-ду-Серидо
Сан-Жозе-ду-Серидо (порт. São José do Seridó) — муниципалитет в Бразилии, входит в штат Риу-Гранди-ду-Норти. Составная часть мезорегиона Центр штата Риу-Гранди-ду-Норти. Входит в экономико-статистический микрорегион Серидо-Ориентал. Население составляет 4220 человек на 2006 год. Занимает площадь 174,504 км². Плотность населения — 24,2 чел./км².

## История
Город основан в 1962 году.

## Статистика
- Валовой внутренний продукт на 2003 год составляет 9 952 877,00 реалов (данные: Бразильский институт географии и статистики).
- Валовой внутренний продукт на душу населения на 2003 год составляет 2477,69 реалов (данные: Бразильский институт географии и статистики).
- Индекс развития человеческого потенциала на 2000 год составляет 0,740 (данные: Программа развития ООН).